# Гарри и Меган
«Гарри и Меган» (англ. Harry & Meghan) — документальный телесериал о принце Гарри и его жене Меган Маркл, который вышел на Netflix 8 декабря 2022 года. Состоит из шести серий. В СМИ его заранее оценили как скандальный.

## Сюжет
Сериал рассказывает об отношениях Гарри и Меган, начиная с самого раннего этапа. Он включает кадры из личного архива пары, интервью с герцогом и герцогиней, а также с их друзьями и экспертами.

## Производство и премьера
Режиссёром проекта стала американская журналистка Лиз Гарбус. Гарри и Меган, по данным одного из СМИ, могли получить за участие около 100 млн долларов. Впервые о сериале стало известно в октябре 2022 года. 1 декабря 2022 года вышел трейлер, а все шесть эпизодов появились на Netflix 8 декабря.

## Восприятие
В СМИ сериал заранее оценили как скандальный и ставят в один ряд с интервью, которое взяла у Меган в 2021 году Опра Уинфри. Источник Daily Mail, связанный с королевской семьёй, заявил, что выход этого сериала может расцениваться как «объявление войны».